# Wolfhart Zimmermann
 Wolfhart Zimmermann (17 de febrero de 1928, Friburgo de Brisgovia) es un físico teórico alemán. En 1950, Zimmermann obtuvo su doctorado en Friburgo de Brisgovia en topología ("Eine Kohomologietheorie topologischer Räume"). En los 50 fue en Gotinga uno de los pioneros de la Teoría cuántica de campos; junto a Kurt Symanzik y a Harry Lehmann desarrolló la fórmula de reducción de LSZ. De 1962 a 1974 fue profesor en la Universidad de Nueva York. De 1974 a 1996 fue director de la Sociedad Max Planck de física en Múnich, donde es "Director Emérito".
Además, desde 1977 fue profesor honorario ("Honorarprofessor") en la TU Múnich. Estuvo como invitado en el Instituto de Estudios Avanzados de Princeton en la Princeton (1957-1958 y 1960-1961), en el Instituto Courant de Ciencias Matemáticas de la Universidad de Nueva York, en la Universidad de Chicago y en el Institut des hautes études scientifiques en París. Junto a su trabajo en el formalismo de LSZ, también es conocido por el desarrollo del esquema de renormalización Bogolyubov - Parasiuk (también esquema de renormalización BPHZ nombrado en honor a Klaus Hepp y Zimmermann). Junto a Kenneth G. Wilson fue uno de los pioneros en la aplicación de la expansión del operador del producto en la teoría cuántica de los campos. Con Reinhard Oehme del Instituto Enrico Fermi en Chicago (con quien ya había colaborado en Gotinga en los 50), trabajó en la reducción de los parámetros de acoplamiento usando la técnica de Grupo de Renormalización e introdujo las relaciones de superconvergencia para propagadores (propagadores de la Teoría de campo de gauge) en la teoría de Yang-Mills, para establecer conexiones entre las fronteras de alta energía (p.e. la libertad asintótica) y baja energía (confinamiento).
En 1991 recibió la Medalla Max Planck.